# 密生
| ウィキペディアには「密生」という見出しの百科事典記事はありません（タイトルに「密生」を含むページの一覧/「密生」で始まるページの一覧）。 代わりにウィクショナリーのページ「密生」が役に立つかもしれません。 |